# Galgensee (Würm)
Der Galgensee ist ein natürlicher See bei Starnberg im oberbayerischen Landkreis Starnberg, der direkt an ein Neubaugebiet im Norden Starnbergs anschließt. Über einen Kanal ist der Galgensee mit der Würm verbunden.
Er liegt wie die benachbarten Seen Goldsee und Truhensee im Naturschutzgebiet Leutstettener Moos, einem Niedermoor aus einem verlandeten Teil des Starnberger Sees. Der Galgensee ist von Schilfröhricht umgeben, in unmittelbarer Nähe finden sich Streuwiesen. In der Umgebung kann eine artenreiche Vogelfauna beobachtet werden.